# Plats
Plats – miejscowość i gmina we Francji, w regionie Owernia-Rodan-Alpy, w departamencie Ardèche.
Według danych na rok 1990 gminę zamieszkiwały 443 osoby, a gęstość zaludnienia wynosiła 27 osób/km² (wśród 2880 gmin regionu Rodan-Alpy Plats plasuje się na 1196. miejscu pod względem liczby ludności, natomiast pod względem powierzchni na miejscu 687.).